# Luis Telmo Paz y Miño
Luis Telmo Paz y Miño Estrella (Chillogallo, 15 de abril de 1884 - 1962) fue un militar con rango de teniente coronel y el Jefe Supremo de la Junta militar del Ecuador, en julio de 1925. 
Además fue reconocido como historiador y geógrafo. Formó parte del Instituto Panamericano de Geografía e Historia y realizó diversas investigaciones sobre la historia y geografía del Ecuador.
Fungió como inspector general del Ejército, subsecretario del Ministerio de Guerra, jefe del Estado Mayor General. Fue organizador y fundador del Servicio Geográfico Militar, miembro de la Junta Consultiva de la Cancillería, Rector del Normal Juan Montalvo y diputado por la provincia de Pichincha.

## Obras literarias
- Apuntaciones para una geografía urbana de Quito. Instituto Panamericano de Geografía e Historia, 1960 - 73 p.
- La población del Ecuador. Talleres gráficos de educación, 1942 - 51 p.
- La exploración al Reventador. Imprenta nacional, 1931 - 59 p.
- Monografía de la provincia de Pichincha. Tipografía y Encuadernación Salesianas, 1922 - 20 p.
- Ecuador: síntesis geográfica.Comissão de Geografia, 1956 - 41 p.
- Estudios sobre prehistoria ecuatoriana. mpreso en Industrias Gráficas "Cyma", 1961 - 46 p.
- Lenguas indigenas del Ecuador: La lengua kára. II, Volumen 2. Litografía e Imprenta Romero, 1941 - 26 p.
- Atlas histórico-geográfico de los límites del Ecuador, Parte 1. Imprenta nacional, 1936 - 32 p.
- Apuntaciones Para Una Geografía Urbana de Quito. (With Maps.). 1960
- Se puede levantar el censo?. Impreso por H. A. Reinoso Y., 1939 - 27 p.
- Guía para la historia de la cartografía ecuatoriana: Primera Exposición Geograáfica Nacional. Imprenta del Ministerio de Tesoro, 1948 - 50 p.
- Primer curso de dibujo y lectura de cartes militares. Linotipo y Encuadernación Nacionales, 1917 - 169 p.
- Bibliografía geográfica ecuatoriana. Imprenta nacional, 1927 - 69 p.
- Atlas escolar del Ecuador. Editorial Gutenberg, clises de Guerrero hnos., 1936 - 40 p.
- La lengua pasto. Litografía e Imprenta Romero, 1940 - 18 p.
- Dibujo militar y lectura de cartas: primer curso. 1915 - 169 p.
- Los aventureros: drama premiado con medalla de oro en el concurso internacional promovido por la Sociedad de autores de Colombia, con motivo del centenario de la batalla de Boyacá. Impreso por L. Barba Viteri, 1949 - 153 p.
- Atlas del primer curso de dibujo y lectura de cartas militares. Litografía del E.M.G., 1917 - 34 p.
- La exploración al Reventador, informe de la comisión del Comité nacional de geodesia y geofísica, compuesta por Gral Paz y Miño, Jonas Guerrero y Cristobal Bonifáz. Impr. nacional, 1931 - 60 p.